# 사에키 미카
사에키 미카(일본어: 佐伯 美香, 1989년 10월 29일 ~ )는 AKB48 그룹 소속사 DH 총무부에서 근무하고 있고 현재는 미카가 몸담았던 AKB48 스테프이다.

## 인물・내력
- 연구생 오디션에서 뽑힌 18명 중 1인.
- 2007년 5월 27일에 AKB48 연구생 오디션에 합격, 동년 7월 14일 히마와리조 「나의 태양」공연에서「나와 줄리엣, 제트코스터」에서 후지에 레이나(현 팀A)와 함께 데뷔.
- 비치발레 선수 사에키 미카와 동명이인이며 전혀 다른 인물.
- 2009년 1월 8일, 공연부로 발의 부상 치료를 위해 반년간 휴양하는 것을 발표하였다. 후에 AKB48을 졸업하였다.
- 2015년 2월 28일에 바이트 AKB 활동 종료.
- 2015년 7월 10일, DH 총무부에 근무하는 것이 밝혀졌다.

## 참가 유닛
히마와리조 1st Stage 「나의 태양」공연
1. 나와 줄리엣, 제트코스터

※2007년 9월 30일, 7월14일 공연부로 나카니시 리나／사토 유카리의 대역으로서 출연.
teamB 2nd Stage 「만나고 싶었다」공연
1. 사랑의 PLAN

teamB 3rd Stage 「파자마 드라이브」공연
1. 테모데모의 눈물（도중강판）

teamB 4th Stage 「아이돌의 여명」공연
- 휴연

## 출연

### 라디오
- ON8（2008년 3월 24일, bayfm)
- AKB48 내일까지 벌써 1초（2008년 4월 28일, 분카방송）